# Phomatospora dinemasporium
Phomatospora dinemasporium är en svampart som beskrevs av J. Webster 1955. Phomatospora dinemasporium ingår i släktet Phomatospora, ordningen kolkärnsvampar, klassen Sordariomycetes, divisionen sporsäcksvampar och riket svampar.   Inga underarter finns listade i Catalogue of Life.